# ارتم زاخاروف (بازیکن فوتبال)
ارتم زاخاروف (اوکراینی: Артем Юрійович Захаров؛ زادهٔ ۱۹ ژوئن ۱۹۹۶) بازیکن فوتبال اهل اوکراین است.
از باشگاه‌هایی که در آن بازی کرده‌است می‌توان به باشگاه فوتبال متالورگ زاپروژیا اشاره کرد.